# 日韦站
日韦站是法国的一个铁路车站，位于法国阿登省城市日韦。

## 位置
日韦站位于日韦城区的西部。车站大致呈南北走向，开口朝东。

## 车站概况
日韦站是一个小型的火车站，设有人工售票窗口及自动售票机，以及一个小型的候车室。站前设有公交车站及停车场。
日韦站站内没有地下通道或天桥，前往车站中部岛式站台的乘客需跨越铁路正线，因此该站存在一定的安全隐患。

## 停靠线路
以下列车线路在日韦站停靠：
| 日韦站列车线路表       |              |                    |          |              |
| 线路                   | 车种         | 上一站             | 下一站   | 大致运行频率 |
| 沙勒维尔-梅济耶尔—日韦 | 法国大区列车 | 维勒-莫朗/欧布里沃 | （终点） | 每天7~14趟   |
| 1.                     |              |                    |          |              |

## 配套交通

### 大巴车
日韦站对应的大巴车上下车地点位于车站前方的空地上，比利时瓦隆地区客运公司（TEC）提供"日韦—迪南（比利时城市）"的大巴车线路，每天3趟左右。此外，当某条铁路线施工或罢工时，SNCF也会提供途径该线路沿途站点的大巴车。

### 市内交通
日韦站对应的公交车站位于车站门口，仅每周二下午有一班公交车，发车时间为13:45，终点站为绍斯。

## 临近车站
| 日韦站（Gare de Givet）        |                  |          |
| 上行车站                       | 线路             | 下行车站 |
| 欧布里沃站                     | 苏瓦松－日韦铁路 | （终点） |
| - 本表仅显示运营中的线路及车站 |                  |          |